# Toxicodendron rydbergii
Toxicodendron rydbergii är en sumakväxtart som först beskrevs av John Kunkel Small och Per Axel Rydberg, och fick sitt nu gällande namn av Edward Lee Greene. Toxicodendron rydbergii ingår i släktet Toxicodendron och familjen sumakväxter. Inga underarter finns listade i Catalogue of Life.